# Этап чемпионата мира по супербайку в Брно
Этап чемпионата мира по супербайку в Брно — соревнование чемпионата мира по супербайку в Чехии.
Дебютное соревнование на этой трассе прошло в 1993 году. С 2005 года этап регулярно входит в календарь чемпионата.

## История
Продвигая свой второй по значимости чемпионат в новые регионы FIM стал периодически включать в календарь восточноевропейские этапы.
Первой страной, получившей такое право, стала Венгрия и будапештский Хунгароринг, где прошли три этапа в 1988-90 годах. С 1991-го от этапа отказались.
Дважды — в 1993-м и 1996-м годах — этого права удостаивались чехи и их трасса имени Масарика. Тогда этап не прижился, но в 2005-м трасса близь Брно получила третий шанс и с тех пор регулярно присутствует в календаре чемпионата мира.
Среди производителей наиболее удачлива на этапе марка Ducati. Гонщики, выступавшие на технике итальянского производителя, выиграли 5 гонок. Среди пилотов наиболее удачливы в Брно Трой Корсер и Макс Бьяджи. Причём итальянец имеет ещё 7 побед в рамках двух старших классов уик-энда MotoGP.

## Победители прошлых лет
| №  | Сезон | Поул-позиция | Лучший круг     | Победитель гонки | Отчёт  |
| -- | ----- | ------------ | --------------- | ---------------- | ------ |
| 1. | 1993  | Карл Фогерти | Карл Фогерти    | Карл Фогерти     | Статья |
| 1. | 1993  | Карл Фогерти | Карл Фогерти    | Скотт Расселл    | Статья |
| 2. | 1996  | Трой Корсер  | Трой Корсер     | Трой Корсер      | Статья |
| 2. | 1996  | Трой Корсер  | Трой Корсер     | Трой Корсер      | Статья |
| 3. | 2005  | Трой Корсер  | Трой Корсер     | Трой Корсер      | Статья |
| 3. | 2005  | Трой Корсер  | Нориюки Хага    | Нориюки Хага     | Статья |
| 4. | 2006  | Нориюки Хага | Юкио Кагаяма    | Юкио Кагаяма     | Статья |
| 4. | 2006  | Нориюки Хага | Нориюки Хага    | Юкио Кагаяма     | Статья |
| 5. | 2007  | Нориюки Хага | Нориюки Хага    | Джеймс Тоузленд  | Статья |
| 5. | 2007  | Нориюки Хага | Трой Корсер     | Макс Бьяджи      | Статья |
| 6. | 2008  | Трой Бейлисс | Трой Бейлисс    | Трой Бейлисс     | Статья |
| 6. | 2008  | Трой Бейлисс | Микель Фабрицио | Трой Бейлисс     | Статья |
| 7. | 2009  | Бен Спис     | Микель Фабрицио | Макс Бьяджи      | Статья |
| 7. | 2009  | Бен Спис     | Макс Бьяджи     | Бен Спис         | Статья |
| 8. | 2010  | Кэл Кратчлоу | Кэл Кратчлоу    | Джонатан Ри      | Статья |
| 8. | 2010  | Кэл Кратчлоу | Кэл Кратчлоу    | Макс Бьяджи      | Статья |